# فابريس فيرنانديز
فابريس فيرنانديز (29 أكتوبر 1979 بأوبارفيلييه في فرنسا - ) (بالفرنسية: Fabrice Fernandes)‏ هو لاعب كرة قدم فرنسي في مركز الوسط. لعب مع أولمبيك مارسيليا وبولتون واندررز وبيتار القدس ودينامو بوخارست وستاد رين ونادي رينجرز ونادي ساوثهامبتون ونادي فولهام ونادي لوهافر ونادي لوهافر الرياضي ‏.

## وصلات خارجية
- فابريس فيرنانديز على موقع قاعدة بيانات كرة القدم.إي يو (الإنجليزية)
- فابريس فيرنانديز على موقع Soccerbase.com (لاعب) (الإنجليزية)
- فابريس فيرنانديز على موقع Soccerway.com (الإنجليزية)
- فابريس فيرنانديز على موقع عالم كرة القدم.نت (الإنجليزية)